# Tatev

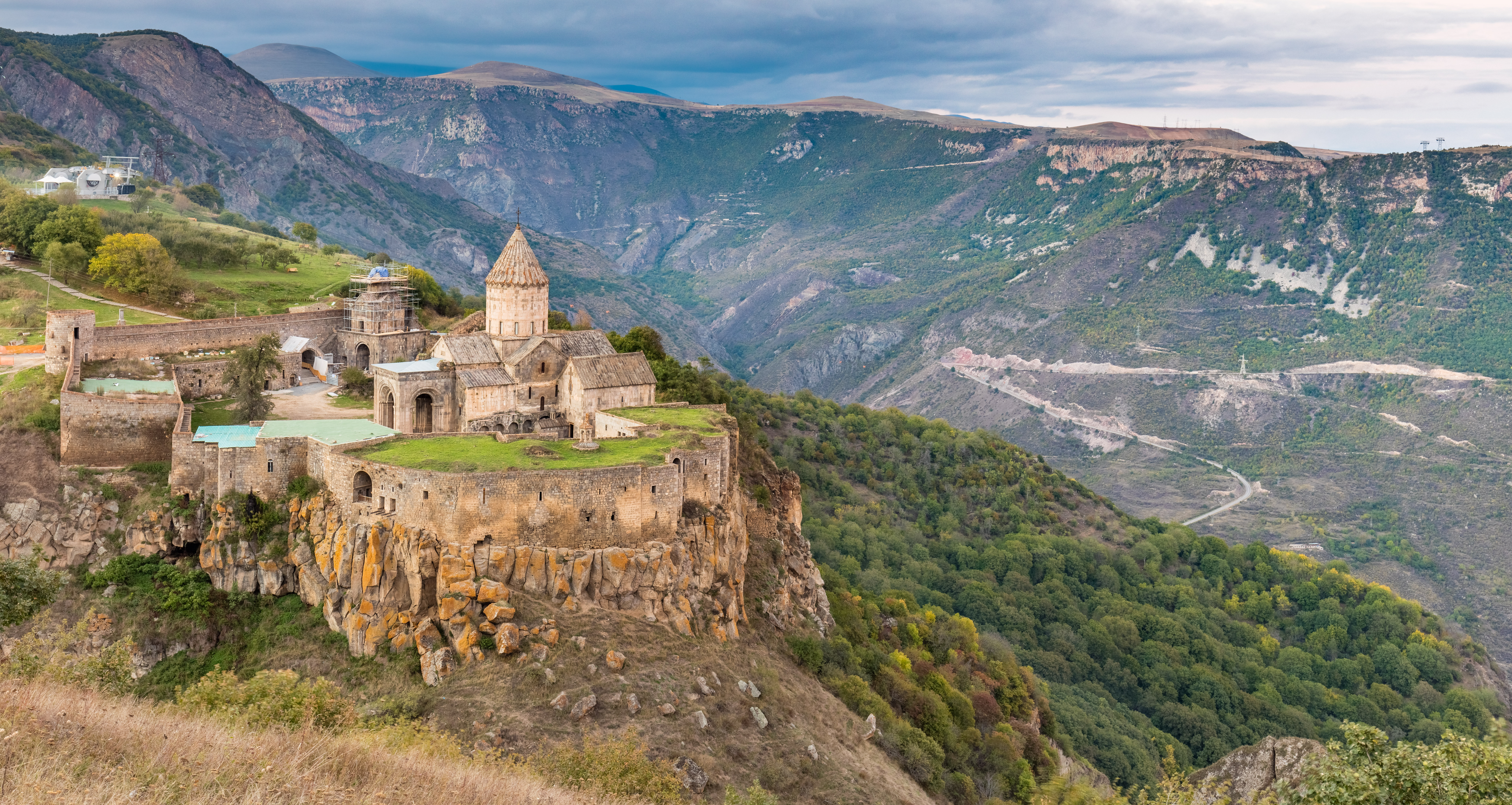
Klooster van Tatev

Tatev (Armeens: Տաթև) is een dorp en het centrum van de gemeente Tatev in de provincie Sjoenik in Armenië. Het dorp herbergt het 9e-eeuwse Tatev-klooster en een station van de "Vleugels van Tatev", 's werelds langste non-stop dubbelsporige kabelbaan.

## Bevolking

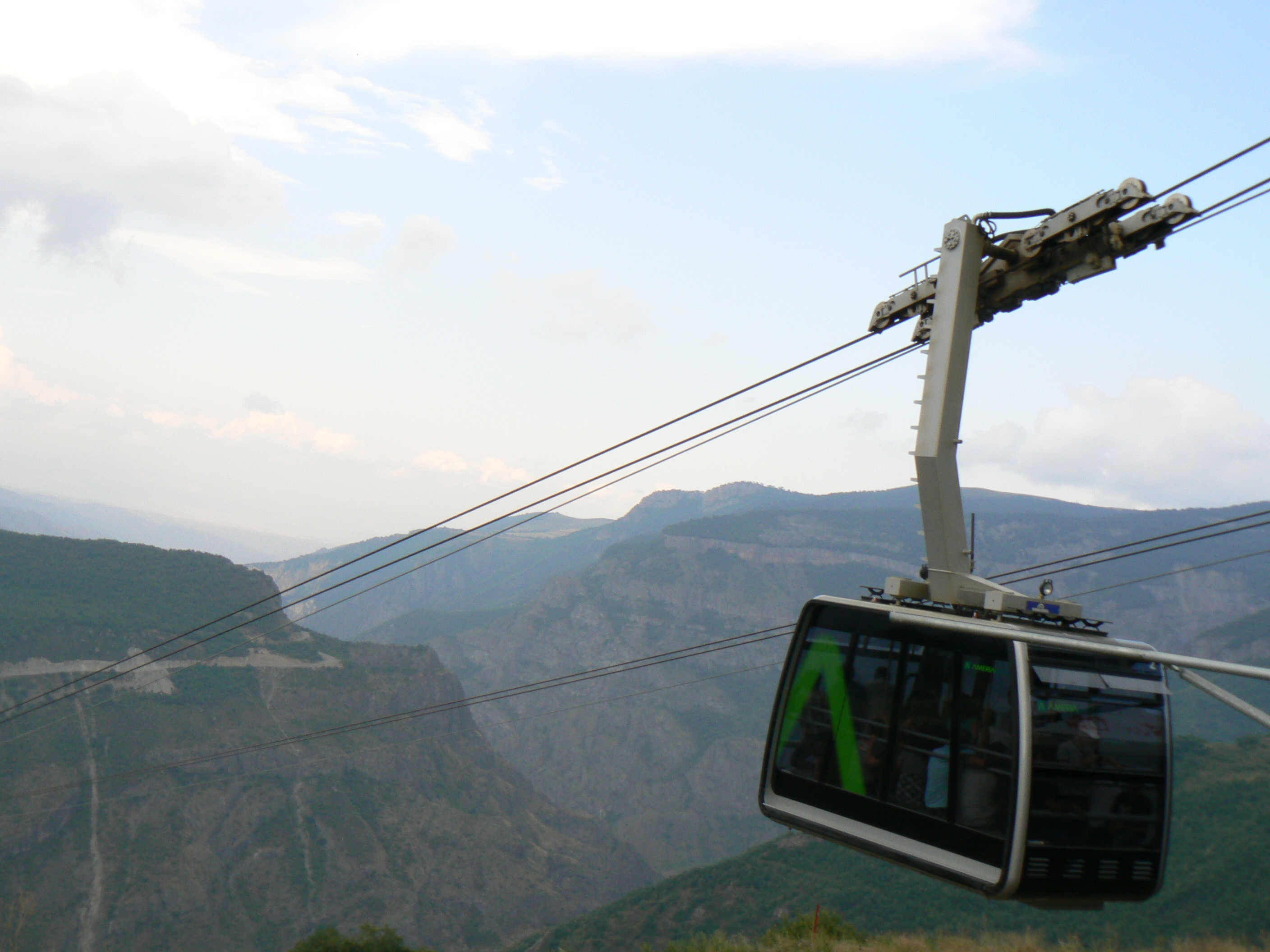
Vleugels van Tatev (kabelbaan)

Het Statistisch Comité van Armenië meldde dat de bevolking in 2010 892 inwoners bedroeg, een daling ten opzichte van de 1042 inwoners bij de volkstelling van 2001.